# Вольное государство

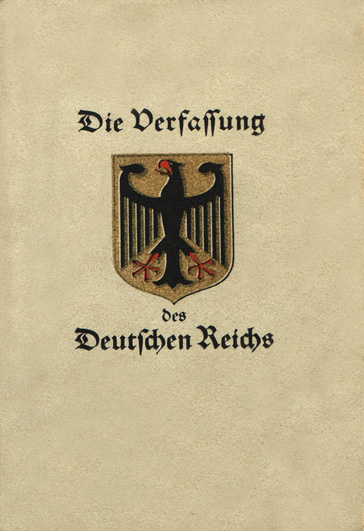
Веймарская конституция: «Каждая земля должна иметь вольно-государственную конституцию…» (ст. 17)

Вольное государство (Свободное государство, нем. Freistaat) — элемент названия многих федеральных земель Веймарской Германии в 1919—1933 годах и некоторых земель современной ФРГ. 
Данное название не даёт им никаких преимуществ перед другими государствами (землями), не имеющими в названиях слов «Вольное» и «Свободное», и указывает лишь на отсутствие монархии в данных землях. Министерство иностранных дел ФРГ в справочнике по переводу названий земель Германии на русский язык рекомендует переводить их как Республика Бавария, Республика Саксония и Республика Тюрингия (в тексте соглашения с городом Москвой используется полное название Баварии «Федеральная земля Вольное государство Бавария»).

## История
Термин возник в немецком языке в XVII для перевода латинского выражения «libera res publica» для обозначения суверенного государства, не подвластного монарху. Таким образом, понятие «вольного государства» тождественно термину «республика». Впервые как элемент в названии государства был употреблён в ходе попытки отмены монархии в Курфюршестве Майнц в 1792—1793 года и провозглашении т. н. «Рейнско-немецкого свободного государства».

### Свободные государства после падения монархии
После поражения Германской империи в Первой мировой войне, 6 — 7 ноября 1918 года социалист Курт Эйснер провозгласил Народное государство Бавария со столицей в Мюнхене, впоследствии на съезде рабочих и солдатских депутатов он был избран премьер-министром Баварии. После ноябрьской революции и провозглашения 9 ноября республики в Берлине монархии в немецких государствах, составлявших Германскую империю, была отменена.
Королевства, великие герцогства, княжества и герцогства Германской империи стали свободными государствами, народными государствами, республиками. Статья 17 Веймарской конституции гласила, что каждая земля должна иметь свободную государственную конституцию (нем. freistaatliche Verfassung, также может переводиться как «республиканская конституция»), использовали термин «свободное государство» в качестве официального названия для вновь учреждённых республик. Так было с Пруссией, Саксонией, Кобургом, Анхальтом, Брауншвейгом, Ольденбургом, Мекленбургом-Шверин, Мекленбургом-Штрелиц, Вальдеком, Липпе, Шаумбергом-Липпе и 6 из 7 государств Тюрингии (за исключением Ройсса, который провозгласил себя народным государством), опираясь на статью 17 Веймарской конституции, использовали термин «свободное государство» в качестве официального названия для вновь учреждённых республик.
В 1919 году рассматривался вопрос о создании республики на северо-западе Германии, которая должна была состоять из десяти свободных социалистических государств. В 1920 году к Баварии присоединилось свободное государство Кобург, а различные государства Тюрингии были объединены во вновь учрежденное государство Тюрингия, которое (в то время) не использовало в официальном названии термин «свободное государство». В 1929 году Вальдек был присоединен к Пруссии.
Во времена Третьего рейха Германия фактически превратилась в унитарное государство. И, хотя земли формально продолжали существовать, термин «свободное государство» вышел из употребления, так, Свободное государство Пруссия стало официально именоваться «Пруссия» или «Земля Пруссия», и так далее. В 1934 году под давлением нацистов Свободное государство Мекленбург-Шверин и Свободное государство Мекленбург-Штрелиц объединились в Землю Мекленбург, а Свободный и ганзейский город Любек в 1937 году был интегрирован в состав прусской провинции Шлезвиг-Гольштейн и потерял былую автономность.

### После Второй мировой войны
После падения нацистского режима и восстановления федерализма в 1946 году формулировка «свободное государство» была возвращена в название Баварии.
Свободное государство Пруссия было официально распущено в 1947 году в соответствии с Распоряжением № 46 Контрольного совета для Германии.
Брауншвейг, Ольденбург и Шаумбург-Липпе вошли в состав недавно созданного государства Нижняя Саксония в 1946 году, Липпе стал частью Северного Рейна-Вестфалии в 1947 году, а Ангальт стал частью Саксонии-Ангальт в 1945/1947 годах)
После оккупации нацистской Германии, и позднее создания ФРГ и ГДР, Саксония, вместе с другими землями Германской Демократической Республики, была реорганизована в районы Дрезден, Хемниц (впоследствии — Карл-Маркс-Штадт) и Лейпциг. Таким образом, Бавария оставалась единственным свободным государством вплоть до 1992 года, когда свободным государством вновь стала Саксония. В 1993 году, в соответствии с решением земельного правительства Тюрингии, земля Тюрингия также стала именоваться свободным государством.

## Современный статус
В структуре Федеративной Республики Германии определение «свободное государство» не имеет юридического значения, поскольку конституционный статус федеральных земель равный. Поэтому федеральные земли, использующие термин в своем названии, такие, как Свободное государство Бавария, делают это по политическим, либо историческим причинам.
Существование региональных партий типа ХСС (которая занимает в Баварии место региональной ассоциации ХДС) не является следствием особого статуса Баварии в рамках германской Федерации, а обусловлено историческими предпосылками (с самого начала христианские демократы в Баварии существовали обособленно, в начале — в виде Баварской патриотической партии, а затем — в виде Баварской народной партии.
Названия земель Вольный и ганзейский город Гамбург и Вольный ганзейский город Бремен также не подразумевают особого статуса.